# Hanuman Dhoka
Hanuman Dhoka je kompleks struktur s kraljevo palačo kraljev rodbine Malla in tudi rodbine Shah na Kraljevem trgu v središču Katmanduja v Nepalu. Razprostira se na 5 hektarjih. Palača Hanuman Dhoka (Hanuman Dhoka Darbar) je dobila ime po kamniti podobi Hanuman, hindujskega božanstva, ki je blizu glavnega vhoda. Dhoka pomeni 'vrata' v nepalščini . Stavbe so bile močno prizadete v potresu leta 2015.

## Zgodovina
Vzhodno krilo z desetimi dvorišči je najstarejši del iz sredine 16. stoletja. Razširil ga je kralj Pratap Malla v 17. stoletju s številnimi templji. Sundari Čovk in Mohan Čovk v severnem delu palače sta zaprta. Leta 1768 je Prithvi Narayan Shah v jugovzhodnem delu palače dodal štiri razgledne stolpe. Kraljeva družina je živela v tej palači do leta 1886, ko so se preselili v palačo Narajanhiti. Zunanji kamnit napis je v petnajstih jezikih, legenda pa pravi, da bi, če bi jih prebrali vseh 15, mleko izviralo iz kamnite plošče .

## Opis

### Vrata Hanuman
Prava "Hanuman Dhoka" ali vrata Hanuman so na zahodni strani Kraljevega trga. To so vhodna vrata v palačo, ki jih čuva stoječi kip Hanumana (opičji bog) iz leta 1672. Hanuman je opremljen z rdečo obleko in dežnikom. Obraz ima namazan z rdečo pasto. Na levi je kamnita skulptura, datirana v leto 1673, Narasimha (levji človek, inkarnacija Višnuja), ki požira demona Hiranyakashipuja, in ga pripisujejo obdobju Pratap Malla v skladu z napisom na podstavku podobe.

### Nasal Čovk
Pred glavnim vhodom, ob templju Hanumana, je dvorišče Nasal Čovk (Nasal pomeni 'ples'), poimenovan po podobi plešočega Šive, ki je na vzhodni strani trga. To je trg, kjer je bil leta 1975 Birendra okronan za kralja, na ploščadi sredi dvorišča. Na južni strani dvorišča stoji devetnadstropni stolp Basantapur. Medtem ko je bilo dvorišče zgrajeno med obdobjem Malla, so stavbe okoli njega, ki prikazujejo zapleteno izrezljana vrata, okna in opornike, stvaritev vladarjev rodbine Rana. Nasal Čovk je pravokoten v smeri sever – jug z vhodom iz severozahodnega vogala. V bližini vhoda so zapleteno izrezljana vrata z rezbarijami štirih bogov, ki vodijo do zasebnih apartmajev kralja Malla. Zlato podobo Maha Višnuja se zdaj vidi na odprti verandi na vzhodni steni, saj je bil prvotni tempelj Maha Višnuja na trgu, na katerem je bila ta podoba, uničen v potresu leta 1934. Druge strukture na dvorišču so: sprejemna  dvorana kraljev Malla v severovzhodnem kotu, prestol kraljev Malla v odprti verandi in portreti kraljev Shaha.
Tempelj Panč Mukhi Hanuman (Hanuman s petimi lici), posvečen Hanumanu, je v severovzhodnem kotu Nasal Choka. Ima edinstveno obliko petih okroglih streh. Tempeljski duhovnik je edina oseba, ki lahko vstopi v svetišče templja.
Basantapurski stolp (Basantpur pomeni 'mesto spomladi') je na jugu Nasal Choka. To je devetnadstropni stolp, s katerega se vidi panoramski pogled na palačo in mesto. Erotične podobe so izklesane na opornikih tega stolpa. Je eden od štirih rdečih stolpov, ki jih je kralj Prithvi Narayan Shah zgradil z razmejitvijo štirih starih mest v Katmandujski dolini, in sicer Katmandu ali Basantapurski stolp, Kirtipurski stolpa, Bhaktapurski stolp ali Lakshmi Bilasa ter Patan ali Lalitpurski stolp.

### Mul Čovk
Mul Čovk, posvečen Taleju Bhavaniju, je dvorišče z dvonadstropnima stavbama, ki se razprostirata naokoli in sta ekskluzivna kraja za verske obrede. Taleju Bhavani je boginja družine Malla. Na južni strani dvorišča je tempelj Taleju z zlato torano (samostojen okrasni ali obokani prehod za ceremonialne namene, ki ga vidimo v hindujski, budistični in džainistični arhitekturi indijske podceline, jugovzhodne Azije in delov vzhodne Azije). V času festivala Dasain se božanstvo Taleju prestavi v ta tempelj. Vhod v tempelj je obkrožen s podobami rečnih boginj Ganges in Jamuna. Tempelj Degu Taleju je še en trostrešni tempelj, ki ga je zgradil Shiva Singh Malla, in je prav tako posvečen Taleju.

### Mohan Čovk
Mohan Čovk, zgrajen leta 1649 severno od Nasal Čovka, je bilo stanovanjsko dvorišče kraljev Malla. Kralj Malla se je moral obvezno roditi tukaj, da bi postal naslednik prestola. V to prepričanje je naveden primer Jaya Prakash Malla, ki je imel težave. V središču dvorišča je zlata vodna tromba, znana kot Sun Dhara, ki naj bi izvirala iz Budhanilkanthe, v severnem delu doline. To je bogato izrezljani izliv, ki je potonil nekaj metrov pod nivo dvorišča, kralji Malla pa so ga uporabili za vsakodnevno umivanje. Štirje vogali imajo stolpe. Severno od tega choka je Sundari Čovk.

### Muzej
Na zahodni strani Nasal Čovka je muzej Tribhuwan z razstavo predmetov dedka kralja Birendre. V muzeju so razstavljene izvrstne kamnite rezbarije, več impresivnih prestolov, okraski, obrobljeni z dragulji, ki se uporabljajo za kronanje, orožje, pohištvo, lesene tempeljske rezbarije in zbirka kovancev. Spalnica kralja Tribhuwana, kabinet in osebni predmeti, ki so tu nastali in so ohranjeni. Ta del palače, poleg Kraljevega trga, so zgradili Rani od srede do konca 19. stoletja.
Na jugovzhodnem vogalu dvorišča je spominski muzej kralja Mahendre, kjer sta na ogled tudi dva prestola. 

## Palača muzej
V palači Hanuman Dhoka je muzej in ga upravlja nepalska vlada. Muzej je del večjega kompleksa palače, ki je v nepalščini znana kot Hanuman Dhoka Durbar. Palača je dobila ime po kamniti podobi Hanuman, hindujskega opičjega boga, ki je v bližini glavnega vhoda. Dhoka pomeni 'vrata' v nepalščini.
Ogled muzeja se začne s poglavjem o dinastiji Shah, zadnji rodbini, ki je vladala Nepalu, dokler niso bili odstavljeni leta 2006. Ta oddelek ima artefakte, ki se nanašajo na življenja različnih kraljev rodbine Shah, od njihovega otroštva do porok in njihovega kronanja.
Obstaja tudi oddelek, ki spominja na zgodovinske spremembe v Nepalu, kot je razveljavitev sistema suženjstva, dejanje, ki je takratno nepalsko vlado stalo 3.670.000 nepalskih rupij.